# William Wegman
William Wegman (n. Holyoke, Massachusetts, 2 de diciembre de 1943) es un artista estadounidense conocido por crear composiciones usando a perros —principalmente sus propios bracos de Weimar— con diferentes atuendos y poses.

## Biografía
Originalmente, Wegman intentó hacer carrera como pintor. Recibió el título de bachelor en Bellas Artes en la Escuela de Arte de Massachusetts en 1965 y el grado de Maestría en Bellas Artes en la Universidad de Illinois en Urbana-Champaign en 1967.
Mientras enseñaba en la Universidad Estatal de California, adquirió al primero y más famoso perro que ha fotografiado, un braco de Weimar que bautizó como Man Ray (inspirado por el artista de ese nombre). Eventualmente, Man Ray se hizo tan popular que en 1982 el periódico The Village Voice lo nombró «Man of the Year» ('Hombre del año'). Posteriormente, Wegman adquirió una perra de la misma raza y la llamó Fay Ray (nombre basado en el de la actriz Fay Wray).